# J.R. Reynolds
James Richard „J.R.” Reynolds (ur. 9 maja 1984 w Roanoke) – amerykański koszykarz, występujący na pozycji rozgrywającego, obecnie zawodnik Union Poitiers Basket 86.
27 lipca 2015 został zawodnikiem Stelmetu Zielona Góra. Opuścił zespół 25 grudnia 2015 roku.
28 grudnia 2018 dołączył do francuskiego Union Poitiers Basket 86.

## Osiągnięcia
NCAA
- Uczestnik II rundy turnieju NCAA (2007)
- Mistrz sezonu regularnego konferencji Atlantic Coast (ACC – 2007)
- Zaliczony do[4]:
  - I składu:
    - turnieju San Juan Shootout (2007)
    - najlepszych pierwszorocznych zawodników ACC (2004)

  - II składu:
    - ACC (2007)
    - turnieju ACC (2005)

  - III składu ACC (2006)

Drużynowe
- 2-krotny mistrz Francji (2009, 2014)[5]
- Mistrz Czarnogóry (2015, 2017)[5]
- 4. miejsce w Lidze Adriatyckiej (2017)
- Zdobywca:
  - Pucharu Czarnogóry (2015, 2017)[5]
  - Superpucharu Polski (2015)[6]
- Finalista Pucharu Liderów Francji (2012)

Indywidualne
- MVP ligi czarnogórskiej (2015)